# Poli Paskova
Polina Paskova, detta Poli (in bulgaro Полина Паскова?; Sofia, 22 giugno 1966), è un'ex cestista e cantante bulgara.

## Carriera
Con la Bulgaria ha disputato i Campionati europei del 1991.